# Карракло
Карракло (Керракло; англ. Curracloe; ирл. Currach Cló, «болото впечатлений») — деревня в Ирландии, находится в графстве Уэксфорд (провинция Ленстер) у пересечения региональных дорог R742 и R743.
Местный пляж был выбран для съёмок сцены «Операция „Нептун“» в фильме «Спасти рядового Райана». Съёмки начались 27 июня 1997 года и продолжались два месяца. В деревне не было трёхфазного тока, но его провели, когда кинокомпания приняла решение работать здесь.